# Oxalis suteroides
Oxalis suteroides är en harsyreväxtart som beskrevs av Salter. Oxalis suteroides ingår i släktet oxalisar, och familjen harsyreväxter. Inga underarter finns listade i Catalogue of Life.